# Bánhalmi Ferenc
Bánhalmi Ferenc (Budapest, 1923. június 19. – Budapest, 1983. február 2.) atléta, rövidtávfutó, sportvezető.
1941-től az MRTSE (MOVE Rákosligeti Társadalmi és Sport Egyesület), 1946-tól a Magyar Pamutipari SC, 1954-től a Budapesti Vörös Lobogó SE atlétája volt. Elsősorban 400 méteres síkfutásban, illetve 4×100 és 4×400 méteres váltófutásban volt eredményes. 1943 és 1955 között összesen huszonhat alkalommal szerepelt a magyar válogatottban. A magyar csapat tagja volt az 1948. évi londoni és az 1952. évi helsinki olimpián. Legjobb egyéni eredménye az 1949. évi budapesti főiskolai világbajnokságon, 400 méteres síkfutásban elért első helyezés. Az aktív sportolástól 1956-ban vonult vissza.
1963-tól az MTK (Magyar Testgyakorlók Köre) elnöke, majd 1970-től 1974-ig ügyvezető elnöke volt. 1963 decemberétől a Magyar Testnevelési és Sportszövetség országos tanácsának tagja lett.

## Sporteredményei
- olimpiai résztvevő
  - 1948, London:
    - 400 m (49,6)

  - 1952, Helsinki:
    - 400 m (49,4)
    - 4×400 m váltó (3:13,8 – Szentgáli Lajos, Solymosi Egon, Adamik Zoltán)
- főiskolai világbajnok:
  - 1949, Budapest: 400 m (49, 2)
- kétszeres főiskolai világbajnoki 2. helyezett:
  - 1951, Berlin:
    - 400 m (49,1)
    - 4×400 m váltó (3:16,8 – Karádi Péter, Solymosi Egon, Adamik Zoltán)
- kétszeres főiskolai világbajnoki 3. helyezett:
  - 1947, Párizs: olimpiai váltó (3:28,4 – Csányi György, Garay Sándor, Goldoványi Béla)
  - 1949, Budapest: 4×400 m váltó (3:17,8 – Karádi Péter, Marosi László, Solymosi Egon)
- tízszeres magyar bajnok:
  - 100 m: 1944
  - 400 m: 1943, 1944, 1947, 1949–1951, 1953
  - 4×400 m: 1952, 1954

## Díjai, elismerései
- Magyar Köztársasági Sportérdemérem ezüst fokozat (1949)[6]
- Magyar Népköztársasági Sportérdemérem ezüst fokozat (1951)[7]
- A Magyar Népköztársaság kiváló sportolója (1951)[8]